# Price Bluff
Das Price Bluff ist ein großes und bis zu 2480 m hohes Kliff im westantarktischen Marie-Byrd-Land. In den La Gorce Mountains des Königin-Maud-Gebirges ragt es 8 km nordöstlich des Mount Mooney nahe dem Kopfende des Robison-Gletschers auf.
Der United States Geological Survey kartierte es anhand eigener Vermessungen und Luftaufnahmen der United States Navy aus den Jahren zwischen 1960 und 1964. Das Advisory Committee on Antarctic Names benannte das Kliff 1976 nach Leutnant Robert P. Price, Flugbeobachter bei den Flügen zur Erstellung von Luftaufnahmen während der Operation Deep Freeze der Jahre 1965 und 1966.